# Musikjahr 1648
Liste der Musikjahre

◄◄ | ◄ | 1644 | 1645 | 1646 | 1647 | Musikjahr 1648 | 1649 | 1650 | 1651 | 1652 | ► | ►►

Weitere Ereignisse
Dieser Artikel behandelt das Musikjahr 1648.

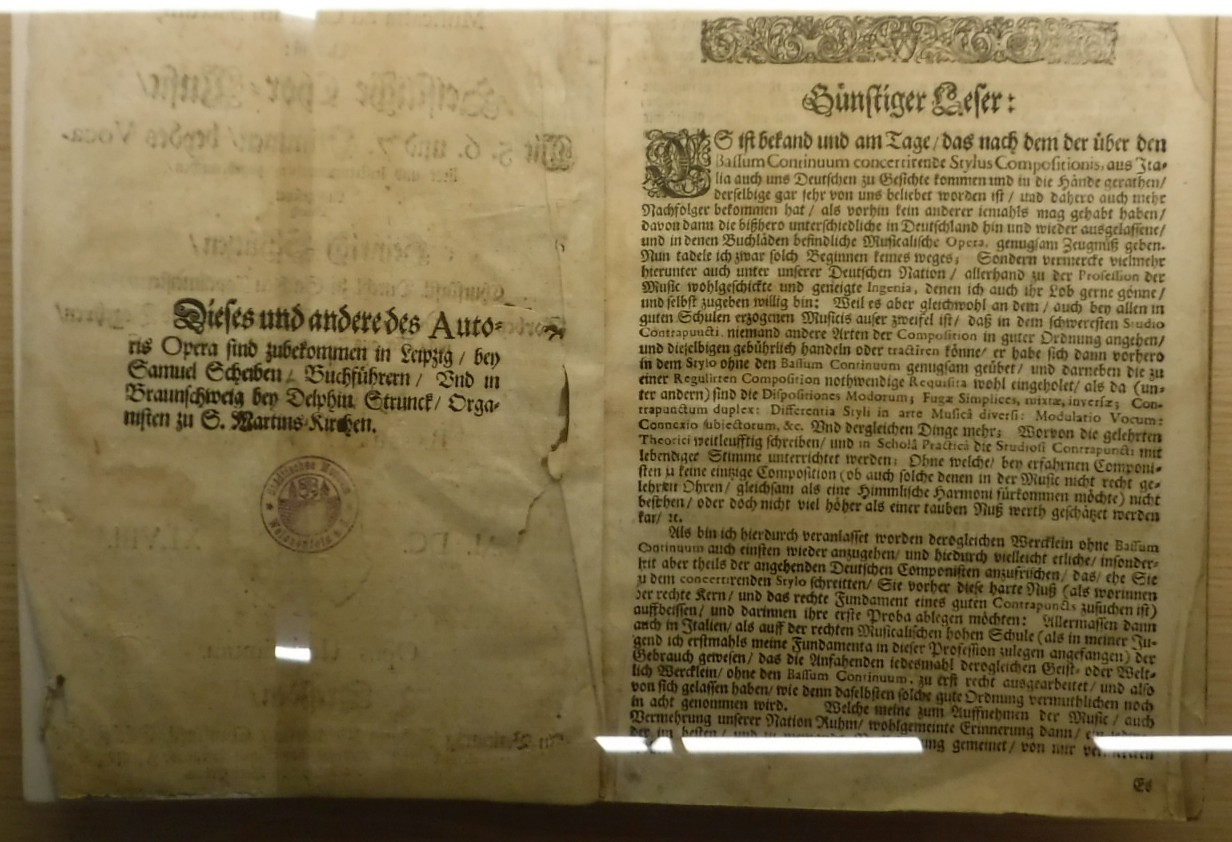
Vorwort von Heinrich Schütz zu seinem Werk Geistliche Chormusik, in dem er die angehenden Komponisten ermutigt, zunächst den Kontrapunkt zu erlernen

## Ereignisse
- Um den 9. März: Arp Schnitger, einer der berühmtesten Orgelbauer seiner Zeit, wird geboren.
- 24. Oktober: Nach jahrelangen Verhandlungen endet der Dreißigjährige Krieg (1618–1648) durch den Abschluss des Westfälischen Friedens. Er hat die deutsche Kulturentwicklung in der ersten Hälfte des 17. Jahrhunderts beeinträchtigt.
- 08. Dezember: Zur Hochzeit des Grafen Maximilian Willibald von Waldburg-Wolfegg mit Clara Isabella Prinzessin von Arschot und Arenberg wird in Lindau von der Jesuitenschule im Rahmen der Hochzeitsfeierlichkeiten das musikalisch-dramatische Festspiel Armamentarium comicum amris et honoris des Komponisten Bartholomäus Aich uraufgeführt.
- Heinrich Schütz veröffentlicht das Werk Geistliche Chormusik.
- Zar Alexei I. unterzeichnet das Gesetz „Über die Korrektur der Moral und die Zerstörung des Aberglaubens“ (Об исправлении нравов и уничтожении суеверий), womit er die gesamte weltliche Musik in Russland verbietet. Er befiehlt, alle Volksinstrumente öffentlich zu verbrennen, und die Musiker, die sich dem widersetzen, körperlich zu bestrafen und nach Kleinrussland zu deportieren.

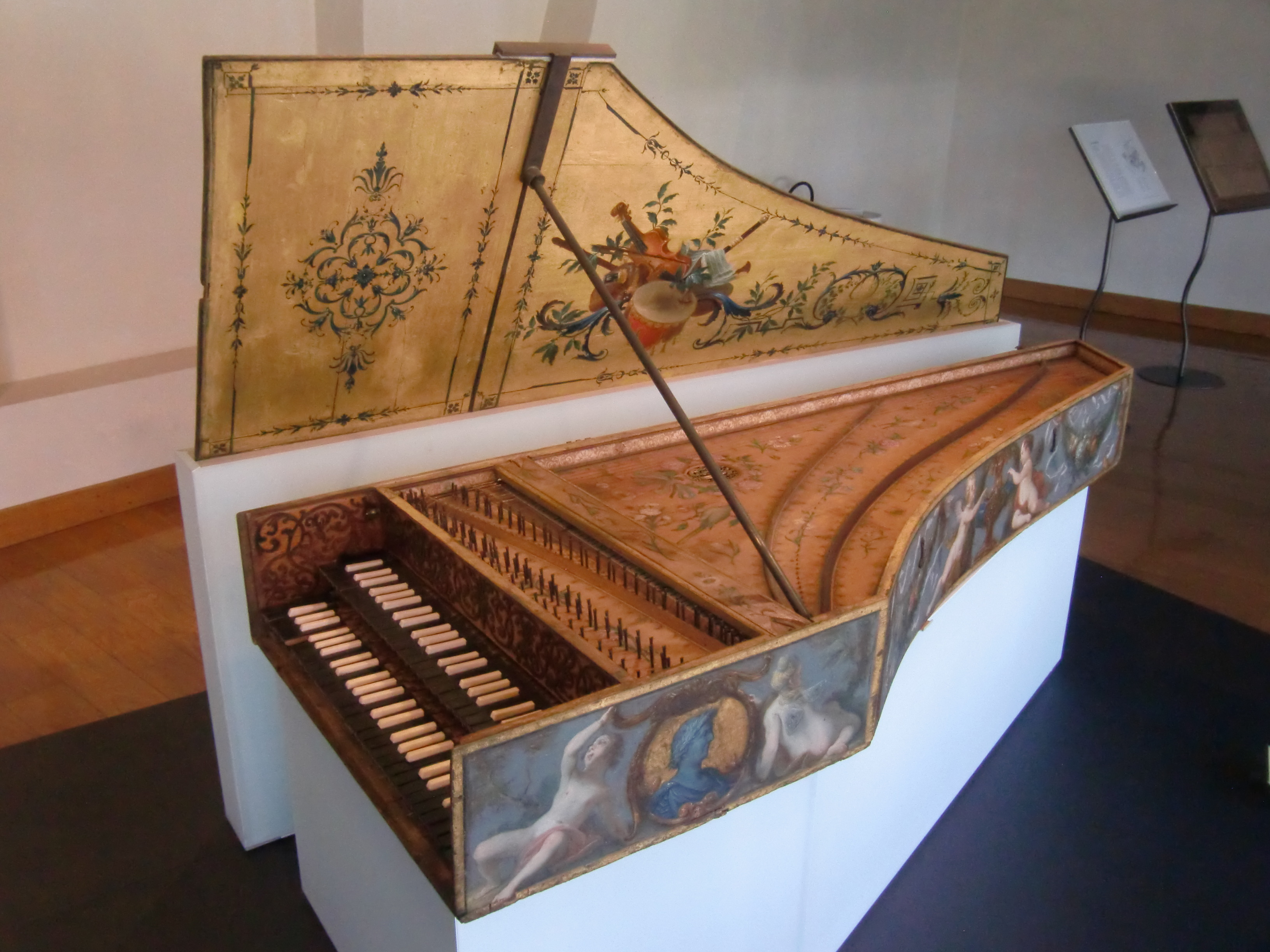
Cembalo von Jean Denis II, Paris 1648 (Musée de l'Hospice Saint Roch, Issoudun)

## Instrumental- und Vokalmusik (Auswahl)
- Manuel Cardoso – Livro de varios motetes, officio da semana santa e outras cousas, Lissabon: João Rodrigues
- Francesco Corbetta – Varii Scherzi di Sonate per la Chitara Spagnola, Libro Quarto, Brüssel
- Chiara Margarita Cozzolani – Scherzi di sacra melodia a voce sola, Venedig
- Marco Dionigi – Li primi tuoni, overo Introduttione nel canto fermo, Parma
- Henry Lawes – Choice Psalmes
- Samuel Mareschall – 2 Psalmen zu vier Stimmen, datiert 1648
- Teodoro Massucci – Dialoghi spirituali, Rom
- Paulus Matthysz (Hrsg.) – 20 Koninklijcke fantasien, Amsterdam: Paulus Matthysz
- Heinrich Schütz – Geistliche Chormusik; darin:
  - Motette Die mit Tränen säen

## Musiktheater
- Francesco Cavalli – La Torilda (1648, verschollen), Libretto P. P. Bissari

## Musiktheoretische Schriften
- Johann Rudolph Ahle – Compendium per tenellis

## Geboren

### Geburtsdatum gesichert
- 28. Mai: Martin Junkhans, österreichischer Orgelbauer († 1728)
- 19. August: Johann Michael Bach, deutscher Komponist († 1694)
- 06. September: Johann Schelle, deutscher Komponist des Barock († 1701)
- 14. September: Caspar Neumann, evangelischer Pfarrer, Kircheninspektor und Kirchenlieddichter († 1715)
- 19. November: Johann Hieronymus Graf, deutscher Musikwissenschaftler, Kantor und Komponist († 1729)

### Genaues Geburtsdatum unbekannt
- Joan Barter, katalanischer Komponist, Organist und Kapellmeister († 1706)
- Arp Schnitger, deutscher Orgelbauer († 1719)

## Gestorben

### Todesdatum gesichert
- 09. Januar: David Gregor Corner, deutscher Abt, Kirchenlieddichter und Theologe (* 1585)
- 11. April: Matthäus Apelt, deutscher Komponist und Kirchenlieddichter (* 1594)
- 26. April: Christoph Thomas Walliser, elsässischer Komponist (* 1568)
- 12. Juli: Johann Stadlmayr, österreichischer Komponist (* um 1575)
- 15. Juli: Lorenzo Allegri, italienischer Lautenist und Komponist (* 1567)
- 20. August: Edward Herbert, 1. Baron Herbert of Cherbury, britischer Politiker, Militär, Diplomat, Historiker, Dichter, Komponist und Religionsphilosoph (* 1583)
- 01. September: Marin Mersenne, französischer Mathematiker, Musiktheoretiker und Theologe (* 1588)
- 20. September: Ivan Lukačić, kroatischer Komponist (* 1587)
- 24. Oktober: Giovanni Antonio Rigatti, italienischer Komponist und Priester (* um 1613)
- 17. November: Thomas Ford, englischer Komponist, Lautenist, Gambist und Dichter (* um 1580)

### Genaues Todesdatum unbekannt
- Michael East, englischer Organist und Komponist (* um 1580)
- Martino Pesenti, italienischer Komponist (* um 1600)